# Epiphragma (Epiphragma) xanthomela
Epiphragma (Epiphragma) xanthomela is een tweevleugelige uit de familie steltmuggen (Limoniidae). De soort komt voor in het Neotropisch gebied.